# كلية الآداب
كلية الآداب (بالإنجليزية: Faculty of Arts) قسم جامعي يُدرّس في مجالات تُصنّف تقليديًا ضمن "الفنون المتحررة" للأغراض الأكاديمية (مشتقة من اللاتينية liberalis، وتعني "ملائمة لشخص حر"، وars، وتعني "فن أو ممارسة مبدئية")، وتشمل عمومًا الفنون الإبداعية والكتابة والفلسفة والإنسانيات.
كانت كلية الآداب، وهي قسم تقليدي من هيئات التدريس في جامعات العصور الوسطى (إلى جانب القانون والطب واللاهوت)، الأقل مرتبة، ولكنها كانت أيضًا الأكبر (حيث كانت الكليات العليا تقبل خريجي الآداب فقط). وبدلًا من تسمية "الآداب"، غالبًا ما كان يُطلق على هذه الكلية اسم "الفلسفة". ولا يزال هذا الاسم شائعًا حتى اليوم للكليات التي تُدرّس الإنسانيات.